# Regentenstraße 175 (Mönchengladbach)

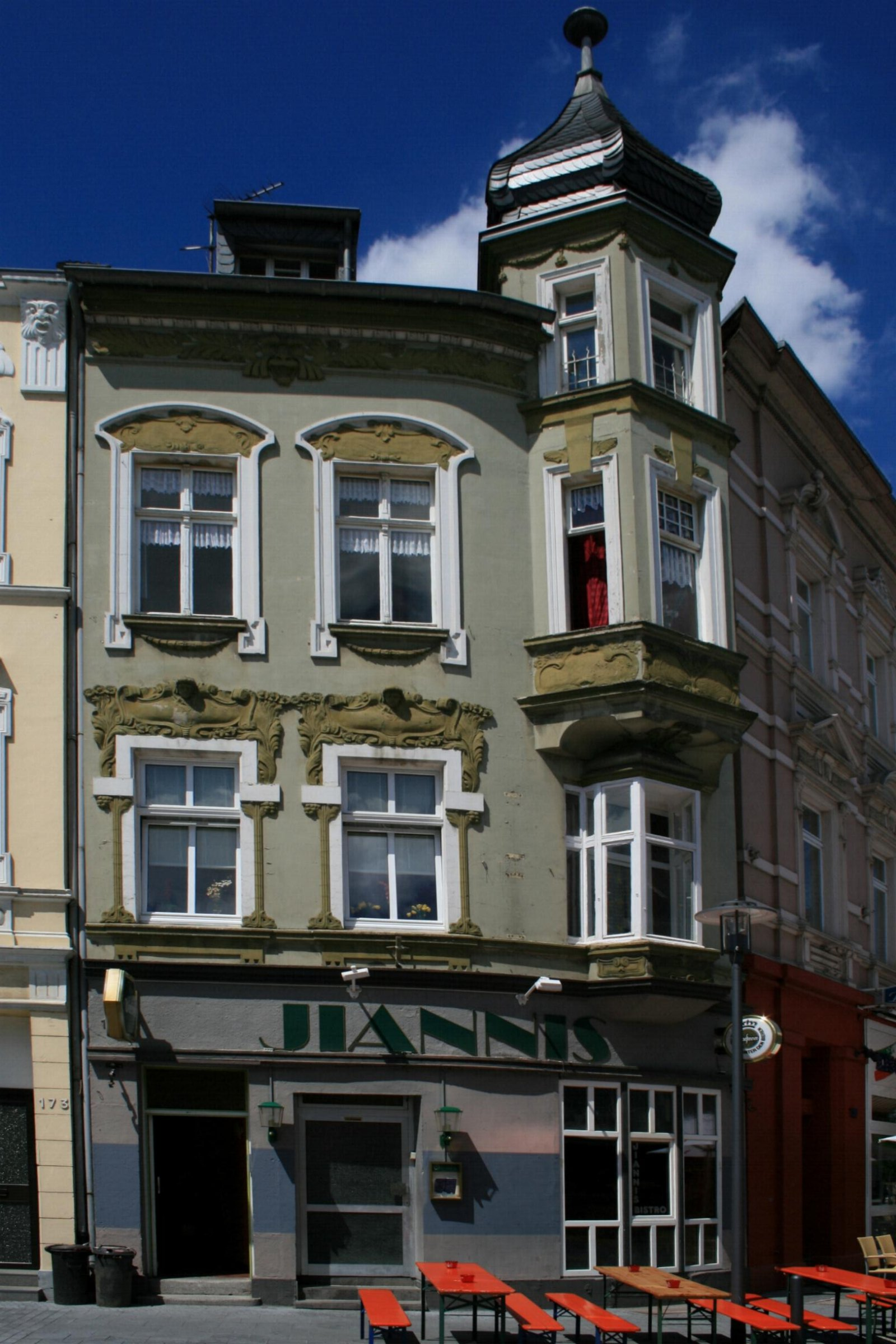
Wohngeschäftshaus (2010)

Das Wohngeschäftshaus Regentenstraße 175 steht im Stadtteil Eicken in Mönchengladbach (Nordrhein-Westfalen).
Das Gebäude wurde um die Jahrhundertwende erbaut. Es wurde unter Nr. R 013 am 4. Dezember 1984 in die Denkmalliste der Stadt Mönchengladbach eingetragen.

## Lage
Das Wohnhaus Nr. 175 steht im Stadtteil Eicken an der Mündung Regentenstraße in die Eickener Straße.

## Architektur
Zusammen mit den Häusern Nr. 171 und Nr. 173 wird ein Bezug zum Aretzplätzchen gebildet. Die beiden Eckobjekte Nr. 175 und Nr. 171 sind an den Ecken durch besondere Erkertürmchen mit Schieferdachhauben betont.
Bei dem Objekt handelt es sich um ein dreigeschossiges Gebäude mit zwei Fenstern auf der linken Seite jeweils und auf der rechten Seite die vorgenannte Erkerausführung im zweiten Obergeschoss und Dachgeschoss. Das Dachgeschoss ist zu Wohnzwecken ausgebaut.